# Beerenberg

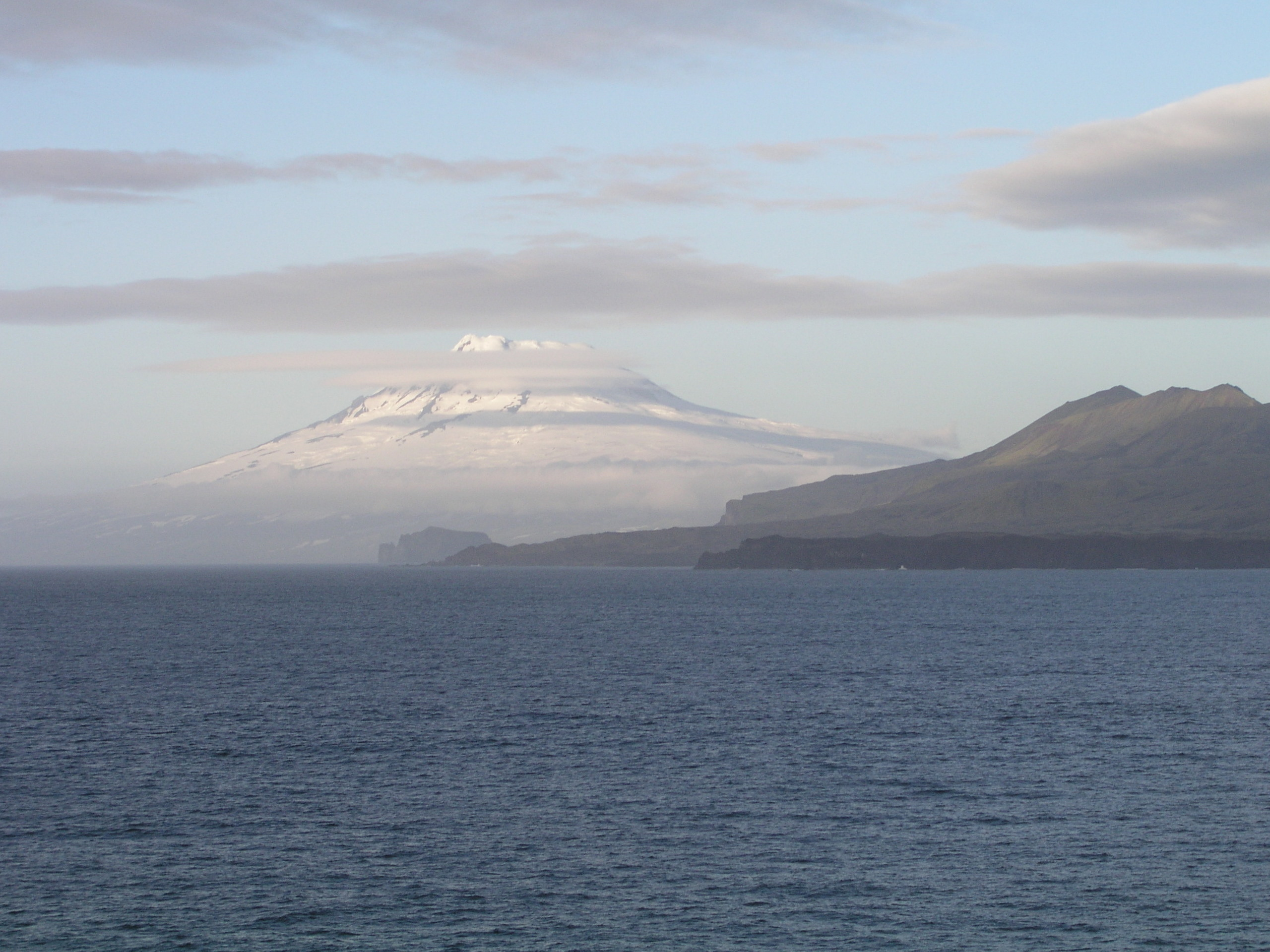
Beerenberg, augusti 2005.

Beerenberg (Björnberget) är en norsk vulkan. Det är världens nordligaste aktiva vulkan och ligger på ön Jan Mayen i Nordatlanten. Beerenberg är en stratovulkan på den mittatlantiska ryggen. Vulkanen är Norges för närvarande enda aktiva vulkan, och hade sitt senaste utbrott i januari 1985. Hela ön är vulkanisk, och man trodde fram till det stora utbrottet hösten 1970 att den 2 277 meter höga Beerenberg, som har en diameter på 20 kilometer, var utslocknad. Toppen och den 1,4 kilometer breda och 200 meter djupa kratern är täckta av glaciärer varav Weyprechtglaciären når ända ner i havet.

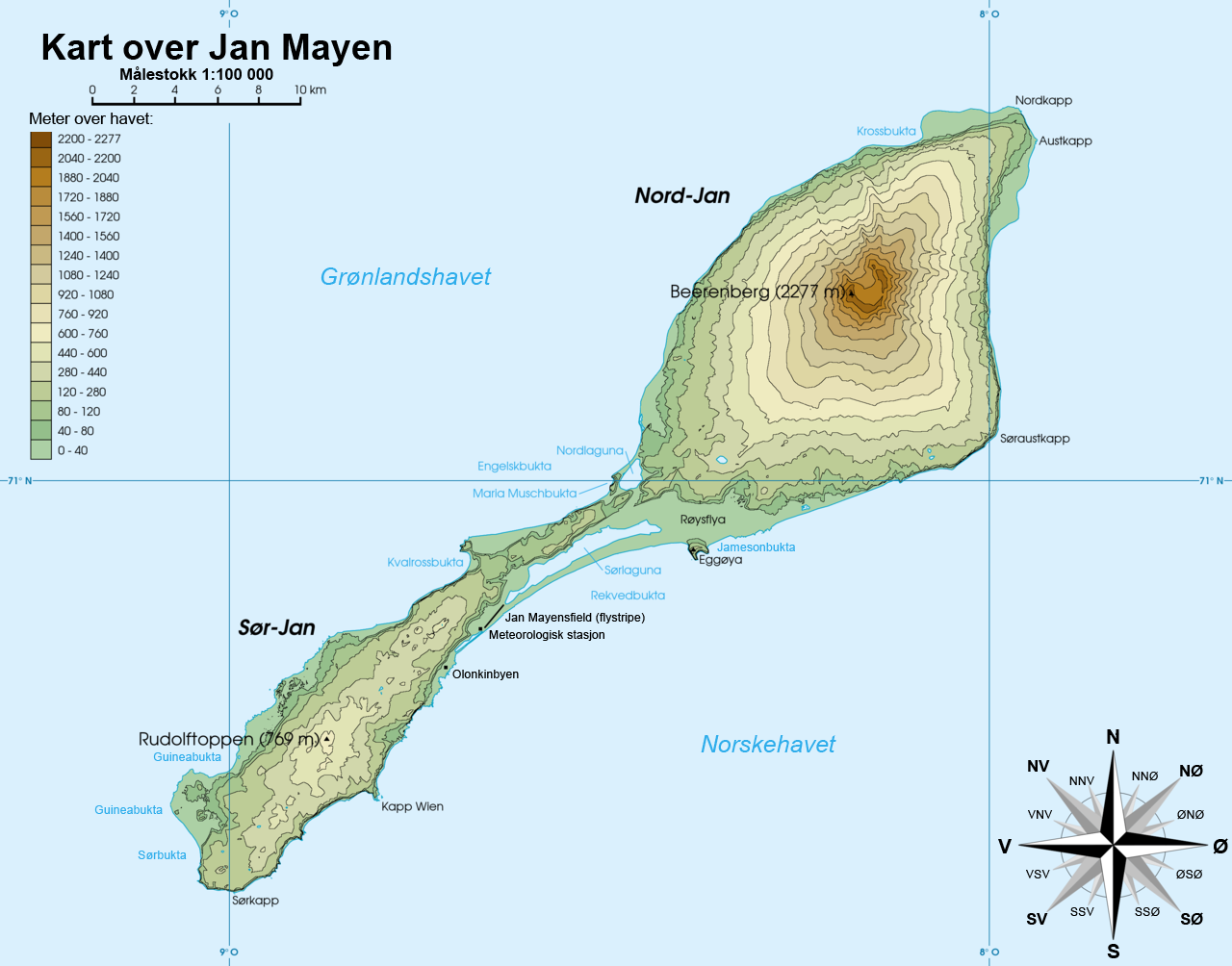
Topografisk karta över Jan Mayen

Vulkanen bestegs första gången år 1921 av tre forskare från University of Cambridge. Utbrott skedde bland annat 1732 och 1818.